# Richard Ng
Richard Ng (chiń. 吳對龍; pinyin Wú Duìlóng; ur. 20 czerwca 1966 w Kuching) – malezyjski duchowny rzymskokatolicki, od 2014 biskup Miri.

## Życiorys
Święcenia kapłańskie przyjął 18 lutego 1995 i został inkardynowany do archidiecezji Kuching. Po czteroletnim stażu wikariuszowskim odbył w Rzymie studia biblijne. W 2003 powrócił do kraju i został wykładowcą seminarium w Kuching (w latach 2007-2008 był też jego wicerektorem, a w kolejnych latach rektorem).
30 października 2013 otrzymał nominację na biskupa Miri. Sakry biskupiej udzielił mu 25 stycznia 2014 jego poprzednik, bp Anthony Lee Kok Hin.